# Lettera al Presidente
Lettera al Presidente è un film documentario del 2013 diretto da Marco Santarelli.

## Trama

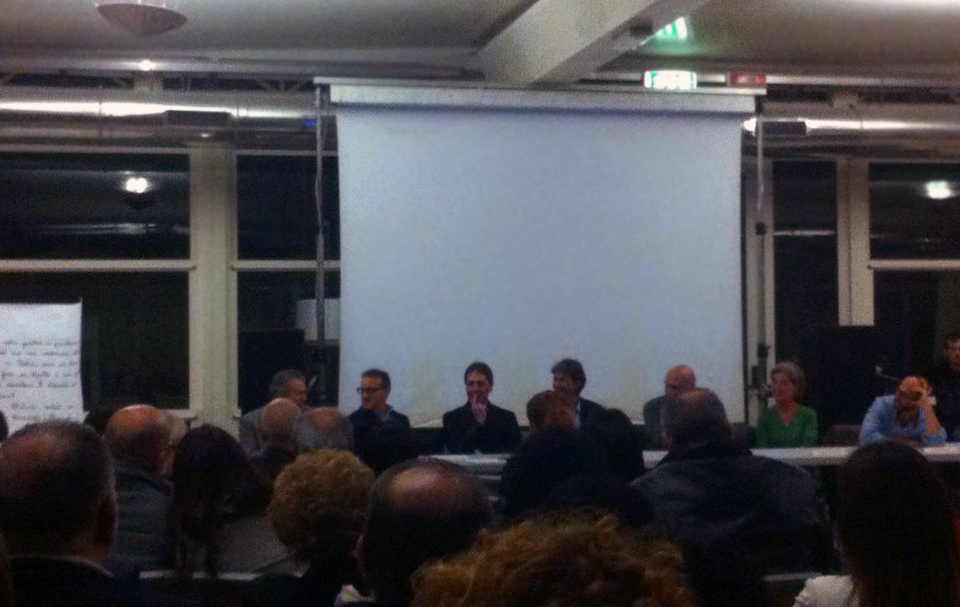
Presentazione del film a Tortoreto

È il 2 giugno 2013, Festa della Repubblica Italiana, e a Roma c'è una lunga fila per entrare, come consuetudine, nei giardini del Quirinale. Ma, fra quelle persone, tre in particolare sono importanti per la storia del film: Piero, Armando e Riccardo. Essi, infatti, da bambini scrissero una lettera al presidente della Repubblica. A questo punto la storia torna agli anni del dopoguerra, e vengono recitate varie lettere scritte ai Presidenti che si susseguirono dal 1948 al 1969, da Enrico De Nicola a Giuseppe Saragat. Gli argomenti delle lettere sono i più disparati e mettono in luce i vari aspetti dell'Italia negli anni della ricostruzione e del boom economico. L'ultima lettera presentata venne scritta nel 1969, sulla scia della missione Apollo 11, da tre bambini di Tortoreto, un piccolo paese abruzzese, nell'intento di chiedere al presidente della Repubblica un aiuto per poter andare su Marte. La parte finale del documentario è incentrata su questi tre ragazzini che, dopo 44 anni, ricordano nostalgicamente la loro infanzia.

## Distribuzione
È stato presentato in anteprima mondiale al concorso Prospettive Doc Italia del Festival internazionale del film di Roma 2013 e in anteprima internazionale all'International Film Festival Rotterdam.

## Riconoscimenti
- Nastro d'argento
  - 2014 – Menzione speciale[4]